# グナエウス・カルプルニウス・ピソ (紀元前139年の執政官)
グナエウス・カルプルニウス・ピソ（Gnaeus Calpurnius Piso、生没年不詳）は、紀元前2世紀初頭の共和政ローマの政治家。紀元前139年に執政官（コンスル）を務めた。

## 出自
ピソはプレブス（平民）であるカルプルニウス氏族の出身である。最も古い氏族のひとつであり、第2代ローマ王ヌマ・ポンピリウスの息子カルプス (Calpus) を始祖としているとされる（ヌマの子孫と称する氏族は他にピナリウス氏族、ポンポニウス氏族、アエミリウス氏族がある）。氏族で最初に執政官となったのは、ガイウス・カルプルニウス・ピソで紀元前180年のことであった。
カピトリヌスのファスティの欠損のため、ピソの父、祖父だけでなく、本人のプラエノーメン（第一名、個人名）も不明である。グナエウスと呼んでいるのはカッシオドルス、ウァレリウス・マクシムス、イダティウス等で、一方クロニコン・パスカレ、クロノグラフ354ではルキウスとされている。ドイツの歴史学者ドルマンとミュンツァーは、ルキウスの可能性が高いと考えたが、ブロートンの「Magistrates of the Roman Republic」は、グナエウスとしている。また、紀元前148年のルキウス・カルプルニウス・ピソ・カエソニヌス、紀元前133年のルキウス・カルプルニウス・ピソ・フルギと、同世代にルキウスのプラエノーメンを持つピソ家の人物が執政官に就任しており、事態がさらに複雑になっている。

## 経歴
古代の資料におけるピソに関する最初の記述は、紀元前139年に執政官に就任したことである。当時のウィッリウス法の要求事項から、遅くとも紀元前142年までにはプラエトル（法務官）を務めたはずである。
ピソの同僚執政官は、同じくプレブスのマルクス・ポピッリウス・ラエナスであった。ラエナスはヒスパニア・キテリオルに派遣されたが、ピソが執政官として何をしたのか、またその後の彼の経歴についても何も知られていない。しかし、クレタ島での紛争を解決するために派遣された特使の一人にピソの名前があり、これが紀元前139年の執政官との説がある。一方、クレタに派遣されたのはルキウス・カルプルニウス・ピソ・フルギとする説もある。

## 参考資料

### 古代の資料
- ウァレリウス・マクシムス『有名言行録』
- プルタルコス『対比列伝』

### 研究書
- Broughton T. Magistrates of the Roman Republic. - New York, 1951. - Vol. I. - P. 600.
- Münzer F. Calpurnius: [ German ] // Paulys Realencyclopädie der classischen Altertumswissenschaft . - 1897. - Bd. III, 1. - Kol. 1365.
- Münzer F. Calpurnius 73: [ German ] // Paulys Realencyclopädie der classischen Altertumswissenschaft . - 1897. - Bd. III, 1. - Kol. 1386-1387.